# 브세틴구

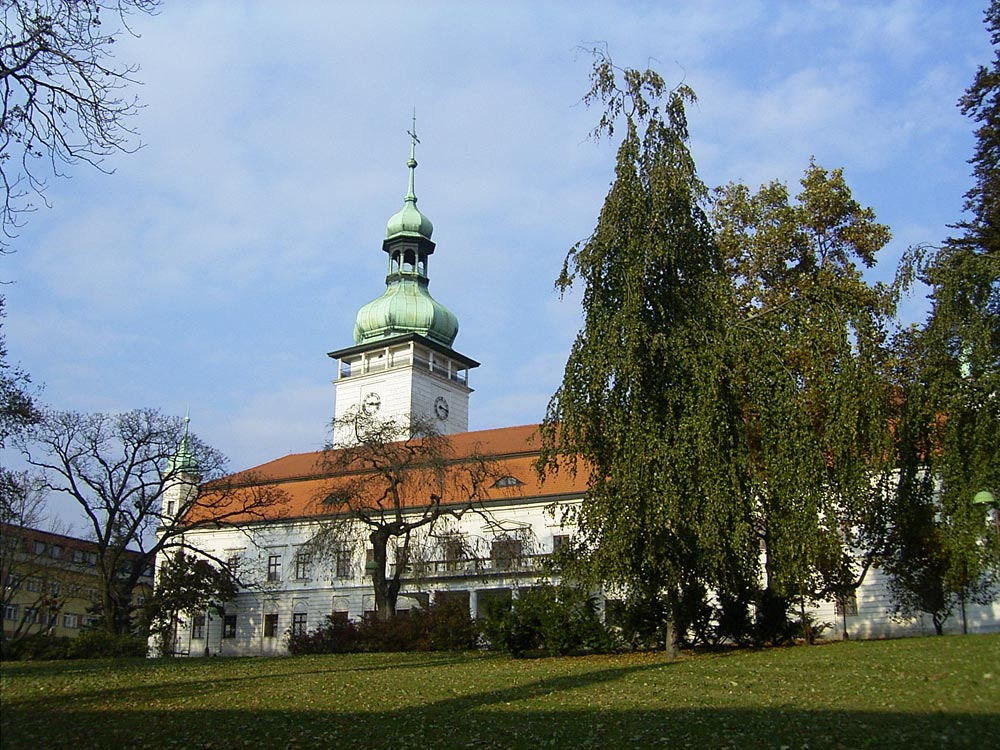
브세틴구의 행정 중심지인 브세틴

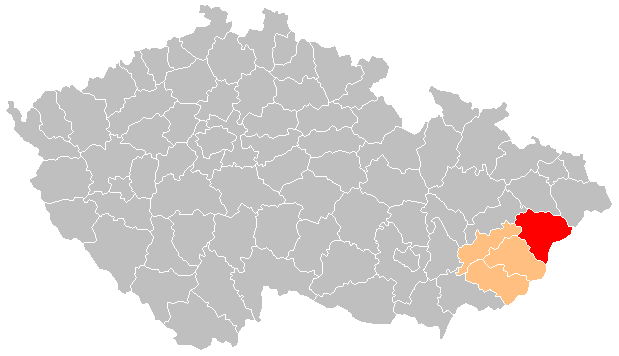
브세틴구의 위치

브세틴구(체코어: Okres Vsetín)는 체코 즐린주를 구성하는 4개 구 가운데 하나로 행정 중심지는 브세틴이며 면적은 1,142.87km2, 인구는 143,332명(2019년 1월 1일 기준), 인구 밀도는 130명/km2이다. 즐린주 북부에 위치하며 59개 지방 자치체(7개 시, 52개 마을)를 관할한다.
즐린주 크로메르지시구, 즐린구, 모라바슬레스코주 프리데크미스테크구, 노비이친구, 올로모우츠주 프르제로프구와 접하며 남동쪽으로는 슬로바키아와 국경을 접한다.